# Sárvár–Répcevis–Felsőlászló-vasútvonal
A Sárvár–Répcevis–Felsőlászló-vasútvonal egy megszűnt magyar vasúti mellékvonal. Több részletben 1974-ig elbontották. Pár száz méteres maradványa létezik Sárváron napjainkban, ezt egy vállalat kisajátította iparvágányként. Bizonyos értelemben véve folytatásának volt tekinthető a Sárvár–Zalabér-Batyk-vasútvonal, amelyet szintén az 1970-es években bontottak el.

## Története
Az 1800-as évek végén fogalmazódott meg egy új vasútvonal építése Sárváron, többek között az ott 1895-ben megnyílt cukorgyár ellátására. Végül 1911. április 27-én született meg a Dunántúli HÉV engedélyokirata, mely új vasútvonal építéséről szólt Zalabér–Sárvár–Bük–Felsőlászló (ma az ausztriai Oberloisdorf) között, ahol a vonal a Sopron-Kőszegi HÉV Sopron–Kőszeg-vasútvonalába csatlakozva Kőszeg végállomásig vezet.
A Sárvár–Bük közötti 26,5 km hosszú szakasz műtanrendőri bejárására 1913. szeptember 27-én került sor, a teljes vonalat 1913. november 9-én nyitották meg. A vonalat a MÁV helyiérdekű vasutak szabványai szerint építették, a felépítmény 23,6 kg/fm tömegű „i” jelű sínekből készült.
A trianoni békeszerződés a Répcevis–Kőszeg szakaszt Ausztriához csatolta. A vonal kiszolgálását Locsmándig (ma Lutzmansburg) a MÁV, onnan a GYSEV végezte tovább. A vonal engedményese az első világháború után is a Dunántúli HÉV maradt.
Osztrák oldalon a személyforgalom 1933. május 14-én szűnt meg. A pályát Répcemicske és Répcesarud között a második világháborúban találat érte. Egyes feljegyzések alapján 1955-ig a megmaradt vonalat teherforgalomra, többek között cukorrépa szállítására használták Felsőlászló-Répcesarud között. A Raiding patak felett ívelő híd alapjai még láthatóak. Az L225 jelű Locsmándra menő út korszerűsítésével Répcemicskén a vasútállomás területét átvágták és az egykori vasútállomást keletről elkerülő országút mellékút lett, ma Obere und Untere Bahnzeile (Felső és Alsó vasútsor).
A vonal jelentős műtárgya volt a Csepreg és Bük közötti alsópályás acélrácsos-tartós Répce-híd, amelyet 1945. márciusában felrobbantották, éppen amikor egy 424-es mozdonnyal vontatott lisztes szállítmányt igyekeztek a közelgő front elől Répcevisről kimenekíteni. A mozdony személyzetét nem értesítették, így a vezér tragikus módon a gép és a szerkocsi közé szorulva lelte halálát. A híd helyén egy évtizedig provizóriumon közlekedtek a vonatok, majd újjáépítették.
A második világháború után 1945. augusztus 15-én indult újra a vonatforgalom, immár csak Répcevisig, mivel Locsmánd és Répcesarud között a pályát felszedték. 1963. május 26-án a büki gyógyfürdő megnövekedett forgalmának kiszolgálására a fürdőtől négyszáz méterre Bükfürdő néven megállóhely nyílt. Naponta két közvetlen fürdővonat közlekedett Szombathely és Bükfürdő között.

## Megszüntetése
Az 1968-as közlekedéspolitikai koncepció értelmében 1972. május 26-ig vizsgálták a Sárvár–Répcevis vonal területét, melynek következtében a vonal forgalmát 1974. május 26-tól közútra terelték, majd a 41 km hosszú vasútvonalat felbontották. Sajnálatos módon a Bük–Bükfürdő szakasz sem maradhatott meg. Megszűnése előtt a 14-es menetrendi számot viselte.

## Vontatás járművei
A forgalmat 375-ös és 376-os sorozatú MÁV-gőzmozdonyokkal bonyolították le, majd a MÁV Ganz gyártmányú két-, illetve háromtengelyű BCmot (később AB) jelölésű motorkocsijai is közlekedtek itt. Ritkábban 22-es sorozatú mozdonyok is feltűntek. Az 1970-es években a pályán közlekedett Abymot 459, a háromtengelyes motorkocsik egyike. Ebben az időben a megnövekedett igényeket az Abmot 438 és az Abmot 371 vontatta a négy mellékkocsis szerelvény is szolgálta a 8925-ös személyvonattal. 1970-től közlekedtek rövid ideig négytengelyű személykocsik a Sárvár–Bük vonalszakaszon.
A vonal sajátossága volt a vegyesvonat, amely az egyes állomásokon szükséges tolatások miatt kisebb-nagyobb késéssel közlekedett. A vontatást a zalaegerszegi fűtőház látta el. A második világháború után, 1950-től Répcevis–Sopron-Déli pályaudvar között munkásvonatok és Szombathely–Sárvár–Bük vonalon fürdővonatok is közlekedtek, melyeket a szombathelyi vontatási telep állított ki. Bük-fürdő kiépítésével az utolsó időszakban megjelentek a négytengelyes személyvagonok.

## Maradványai
- A vonalnak egyetlen olyan, hajdan önálló (nem más vonallal közös), rövid szakasza maradt meg, amely napjainkban is vasúti forgalmat bonyolít: ez Sárvár vasútállomás és az IKR Agrár Kft. Sárvári Területi Központ (korábban IKR Bábolna) telephelye között húzódik és iparvágányként használják.[4]
- Felismerhetően megmaradt még Bük állomás északi részén a Bő felé elágazó vágány néhány tíz méteres szakasza, ez ma az állomási kihúzóvágány vége.
- Bükfürdőnél az egykori nyomvonalnak a fürdőnegyed mellett húzódó szakasza helyén szilárd burkolatú sétányt alakítottak ki, ami az üdülőtelep kialakulásában is jelentős érdemeket szerzett Bernáth Lajos, korábbi büki állomásfőnök nevét viseli.
- Az egykori őrházak, felvételi épületek egy része ma is áll még, különböző színvonalon felújítva, illetve átépítve, például Bő, Tompaládony vagy Zsédeny községekben.

## Állomások, megmaradt létesítmények képei

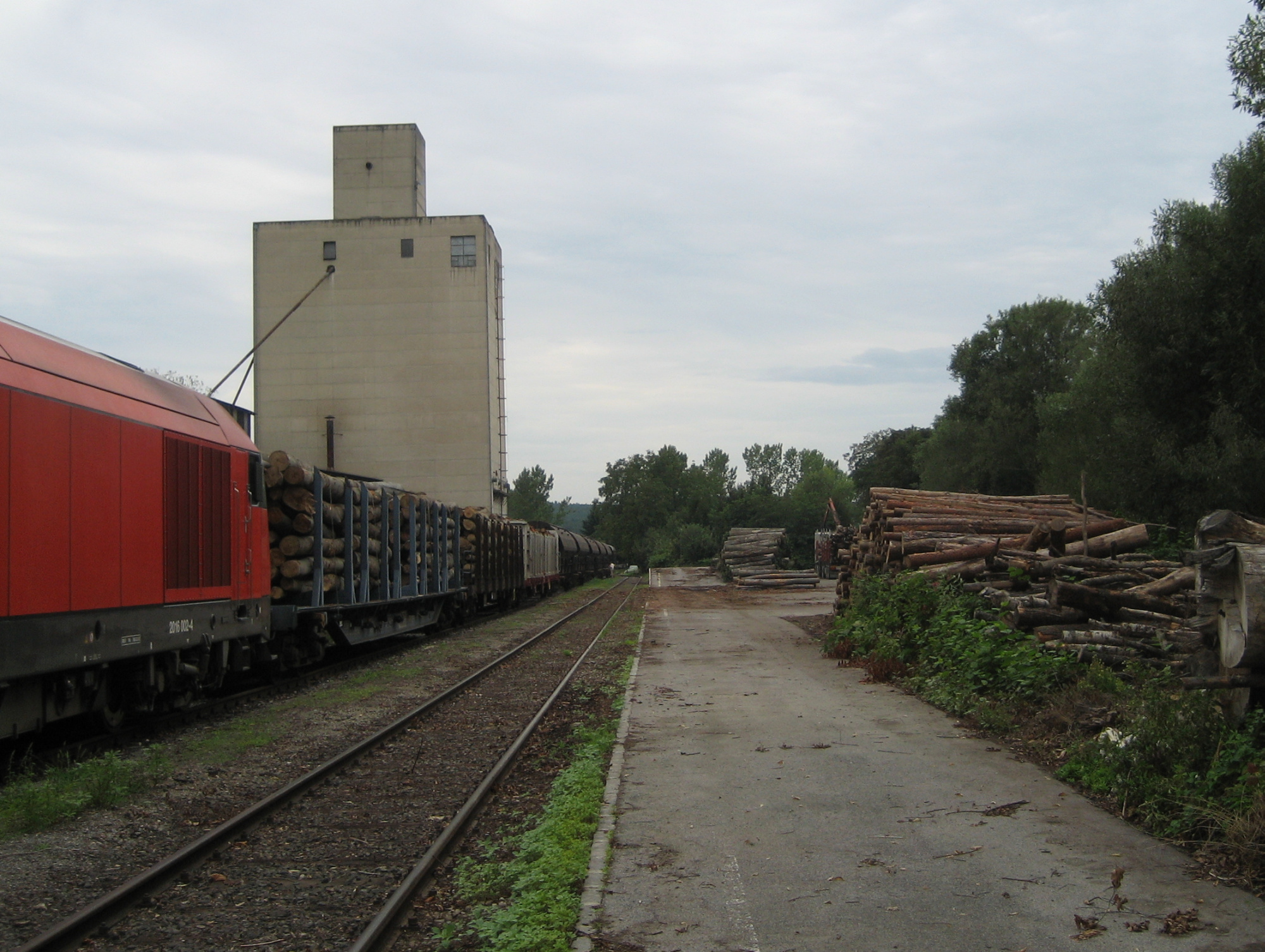
Felsőlászló állomása a Sopron-Felsőlászló-vasútvonalon
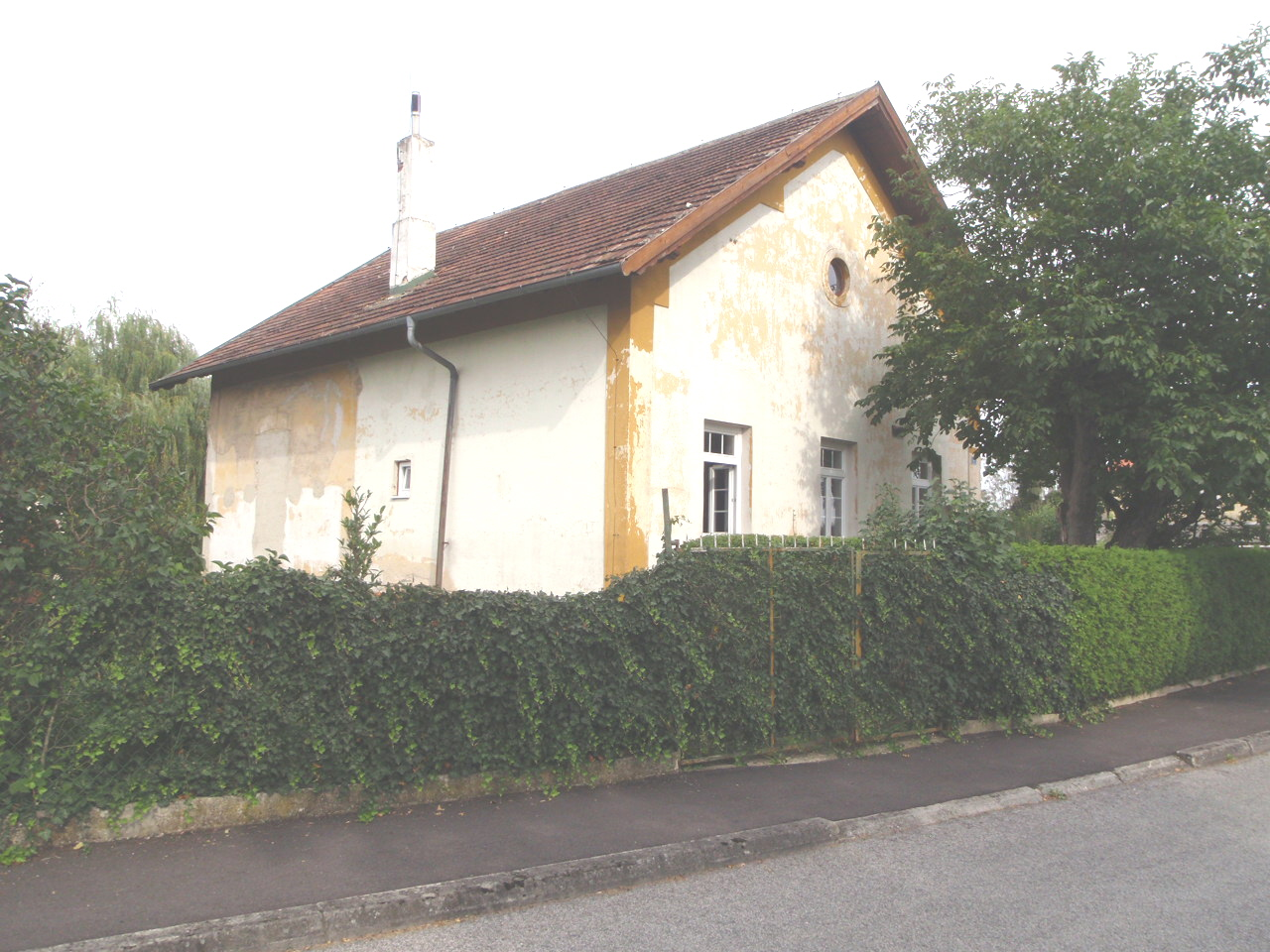
Alsólászló egykori állomása, ma lakóház
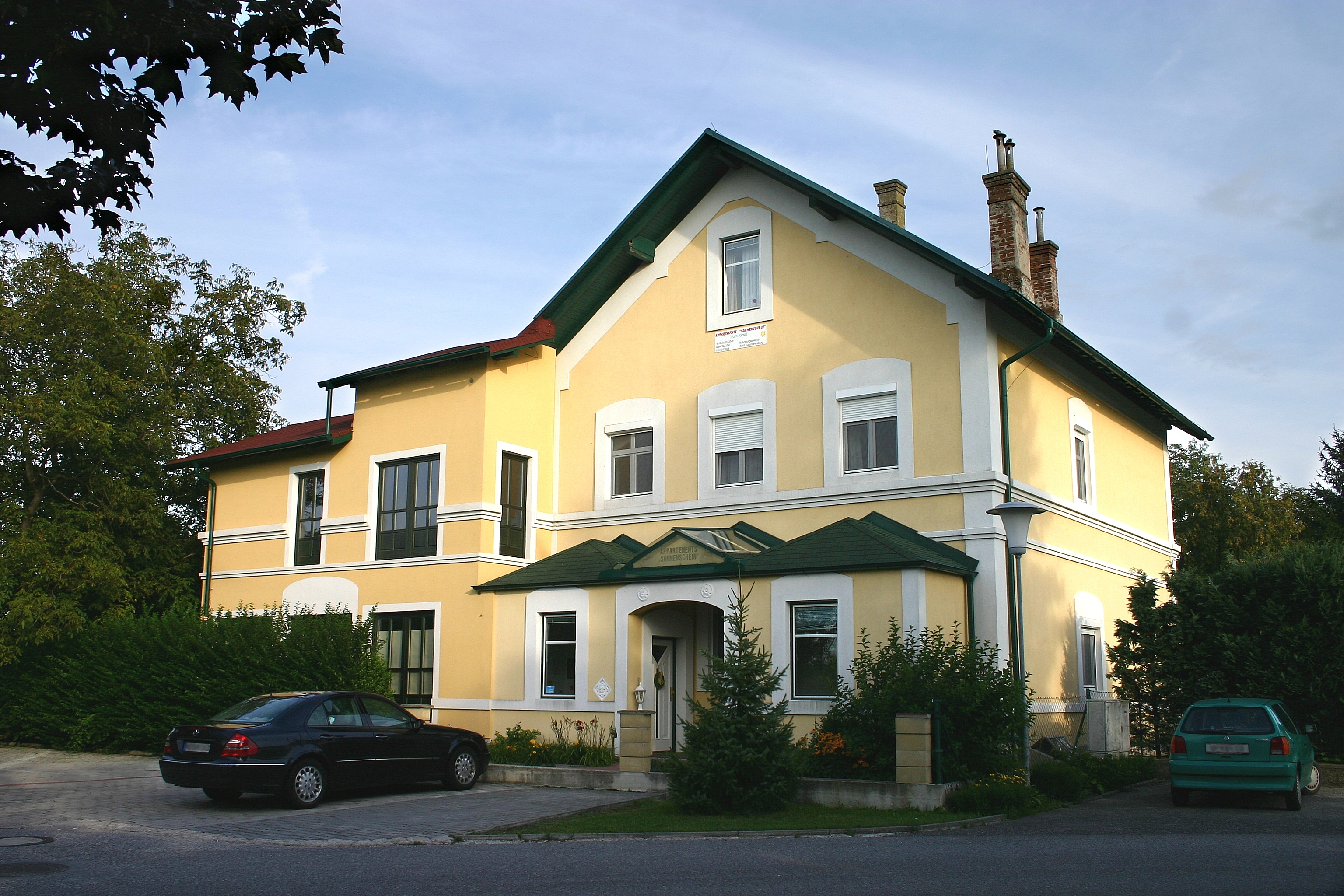
Locsmánd egykori állomása, ma lakóház
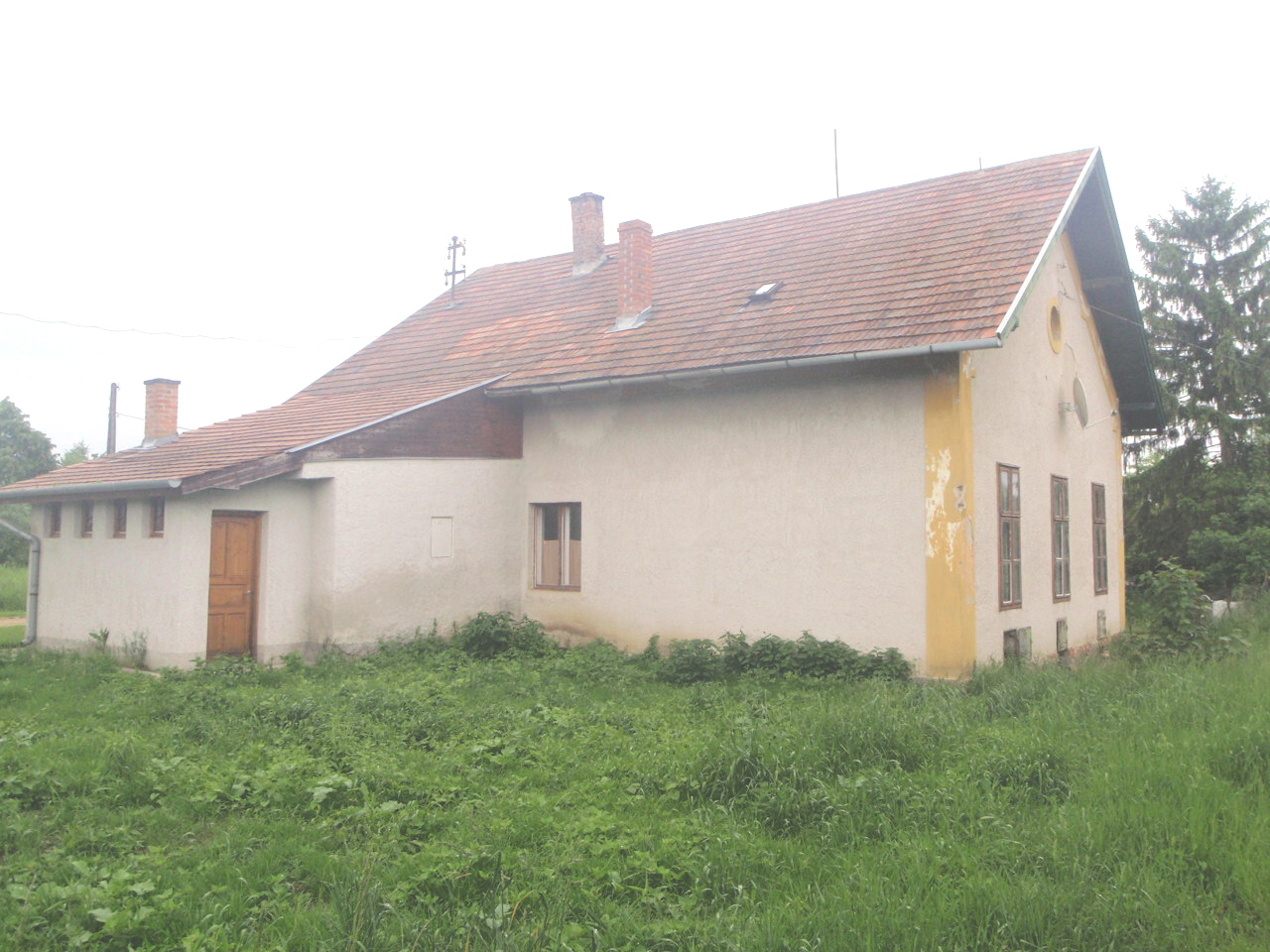
Répcevis egykori állomása 2013-ig lakóház volt, de a balra lévő szárny már akkor is a sportpályát szolgálta ki
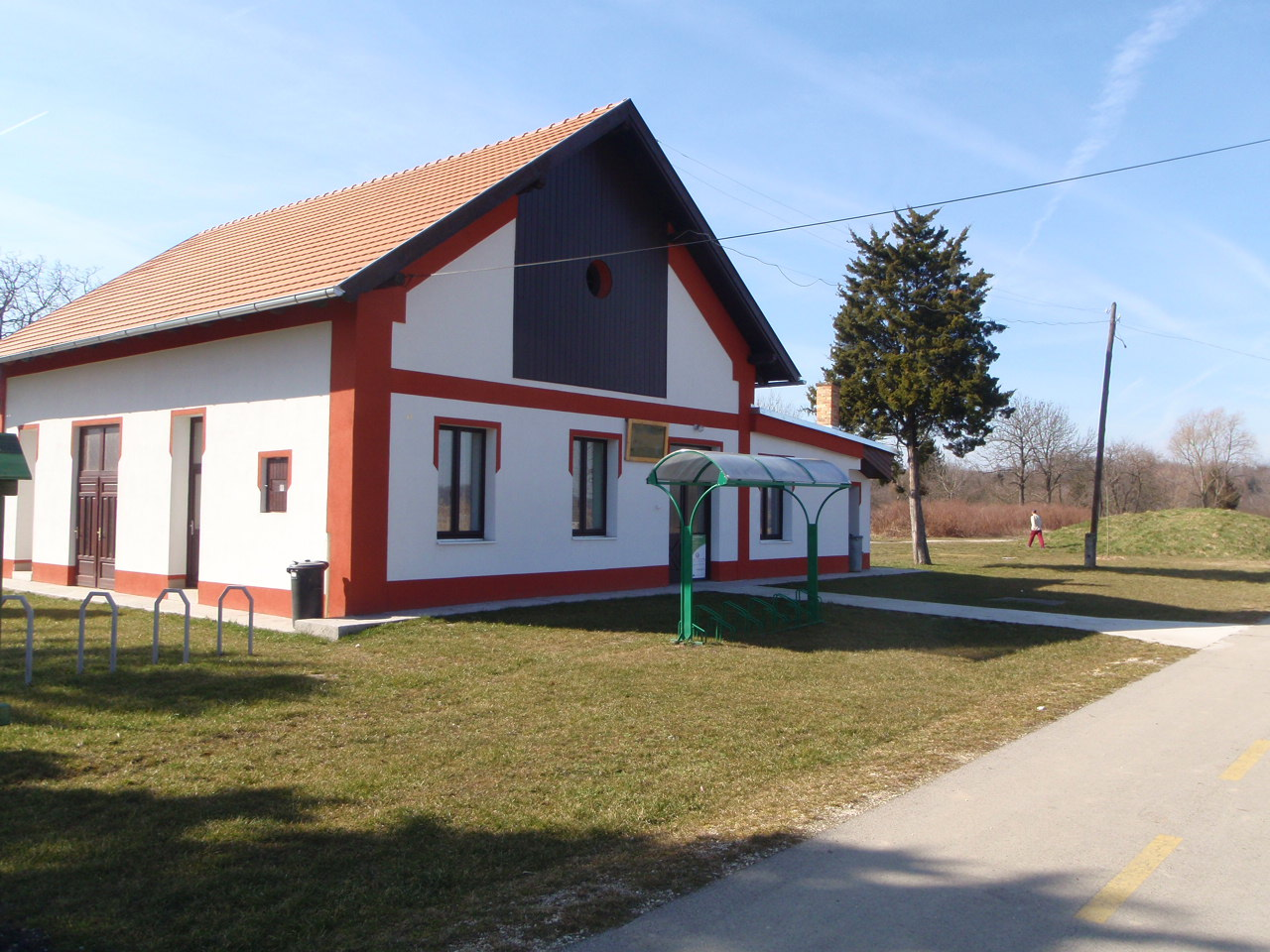
Az egykori répcevisi felvételi épület ma sportközpont (jelentősen átépítették 2013-ban)
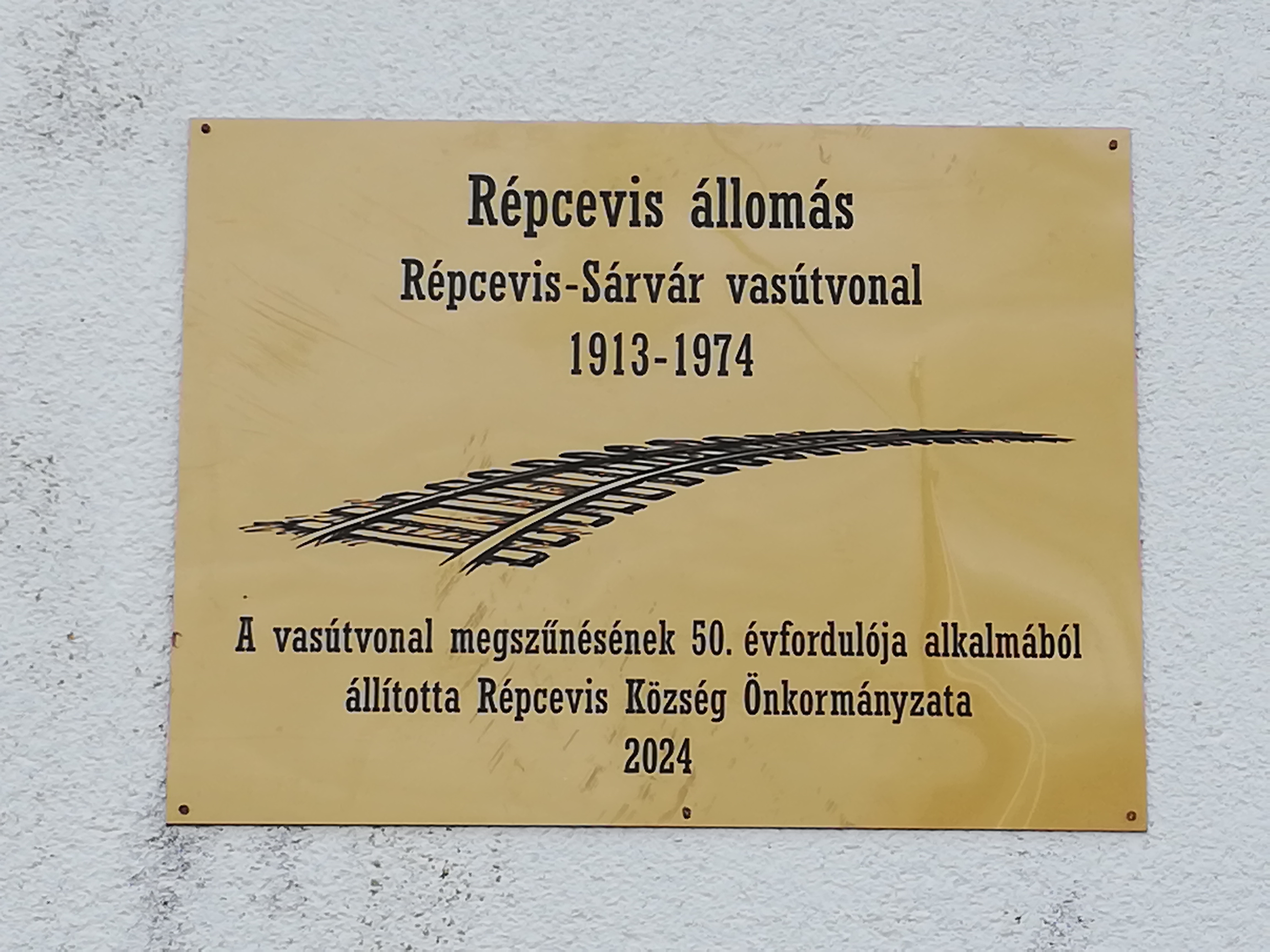
Emléktábla Répcevisen
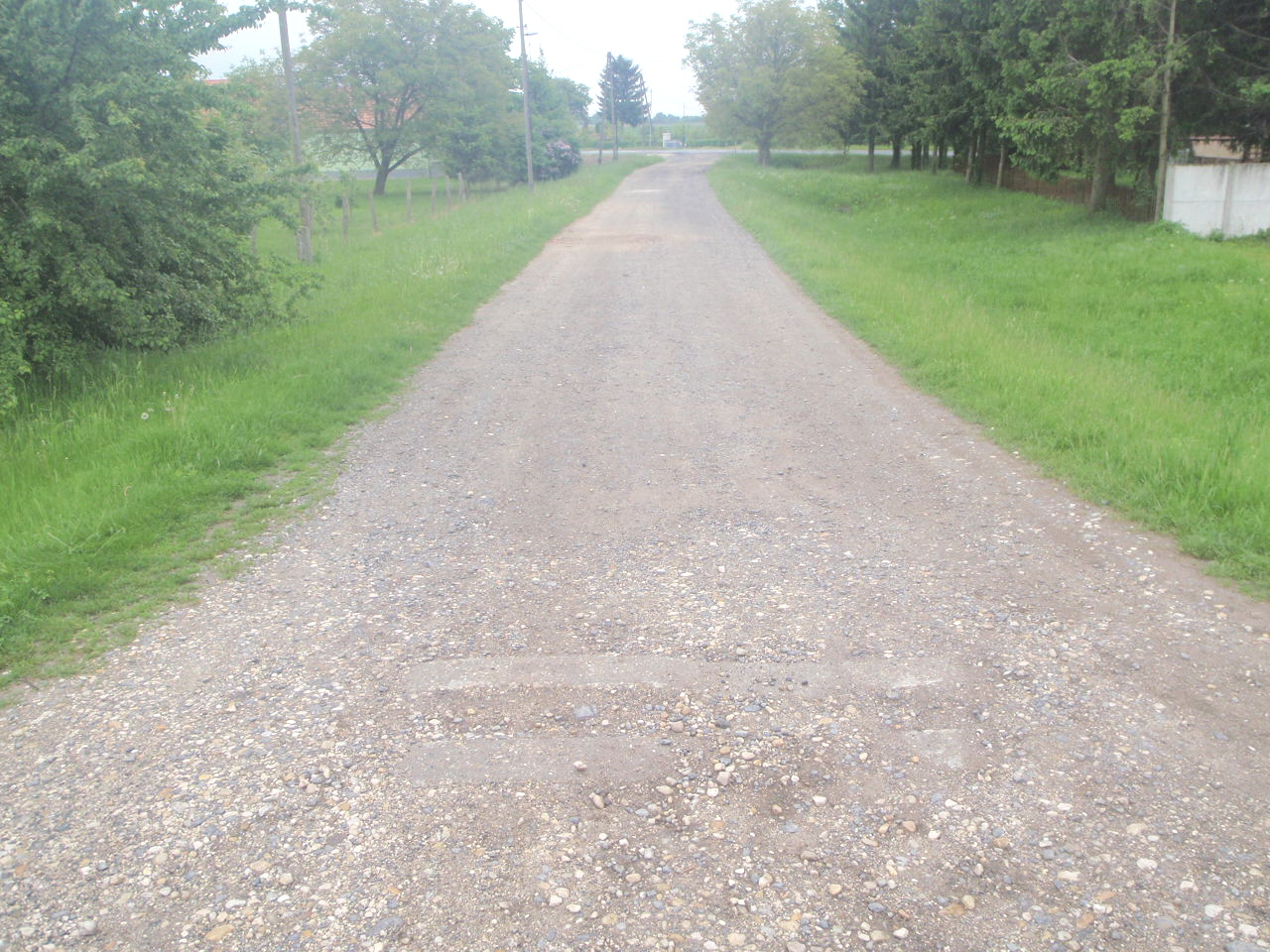
Répcevis: utolsó betonaljak a Csepreg felé menő pálya nyomvonalán
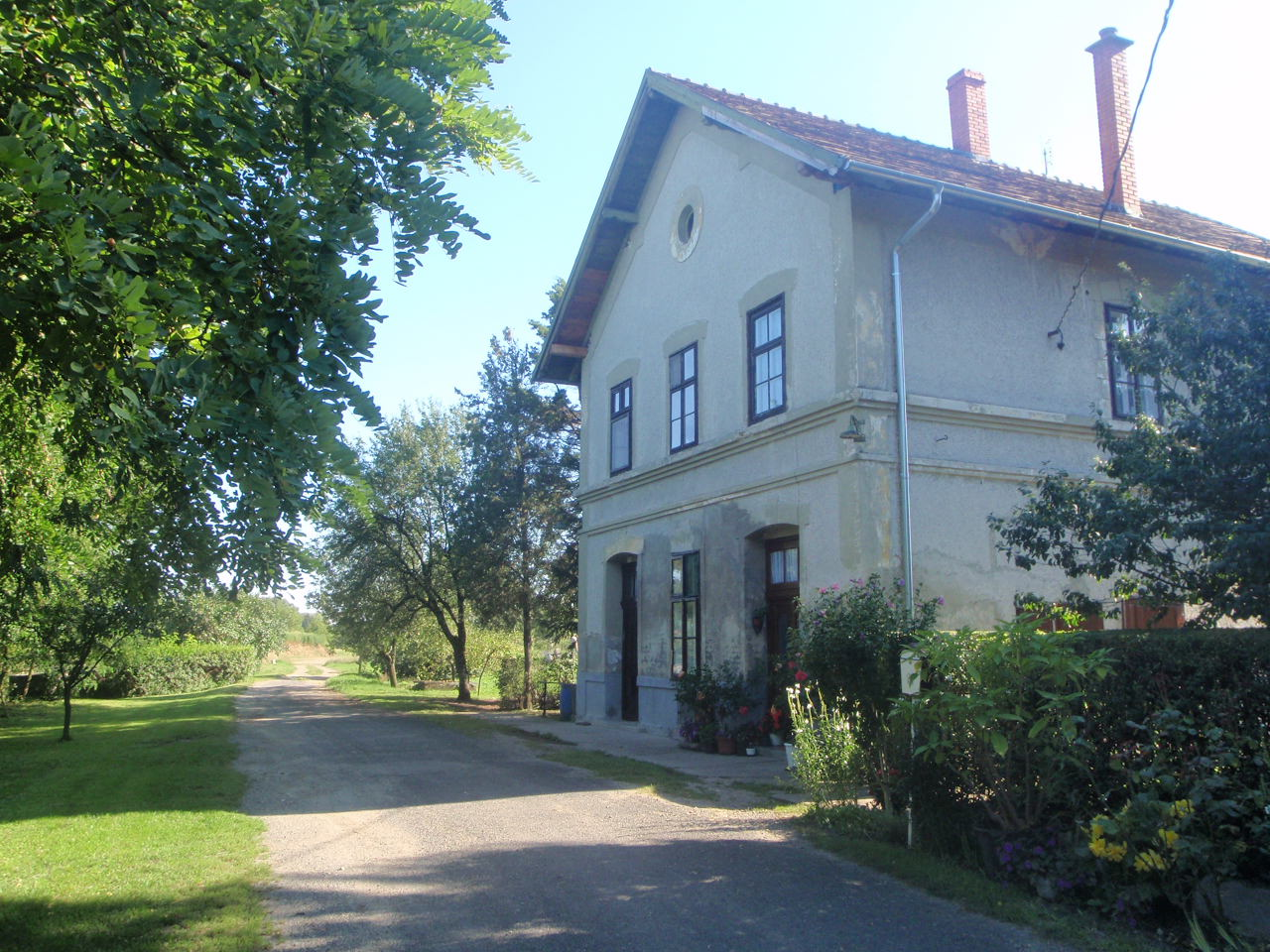
Csepreg állomás egykori felvételi épülete ma lakóház, a pálya vonalát pedig az út jelöli
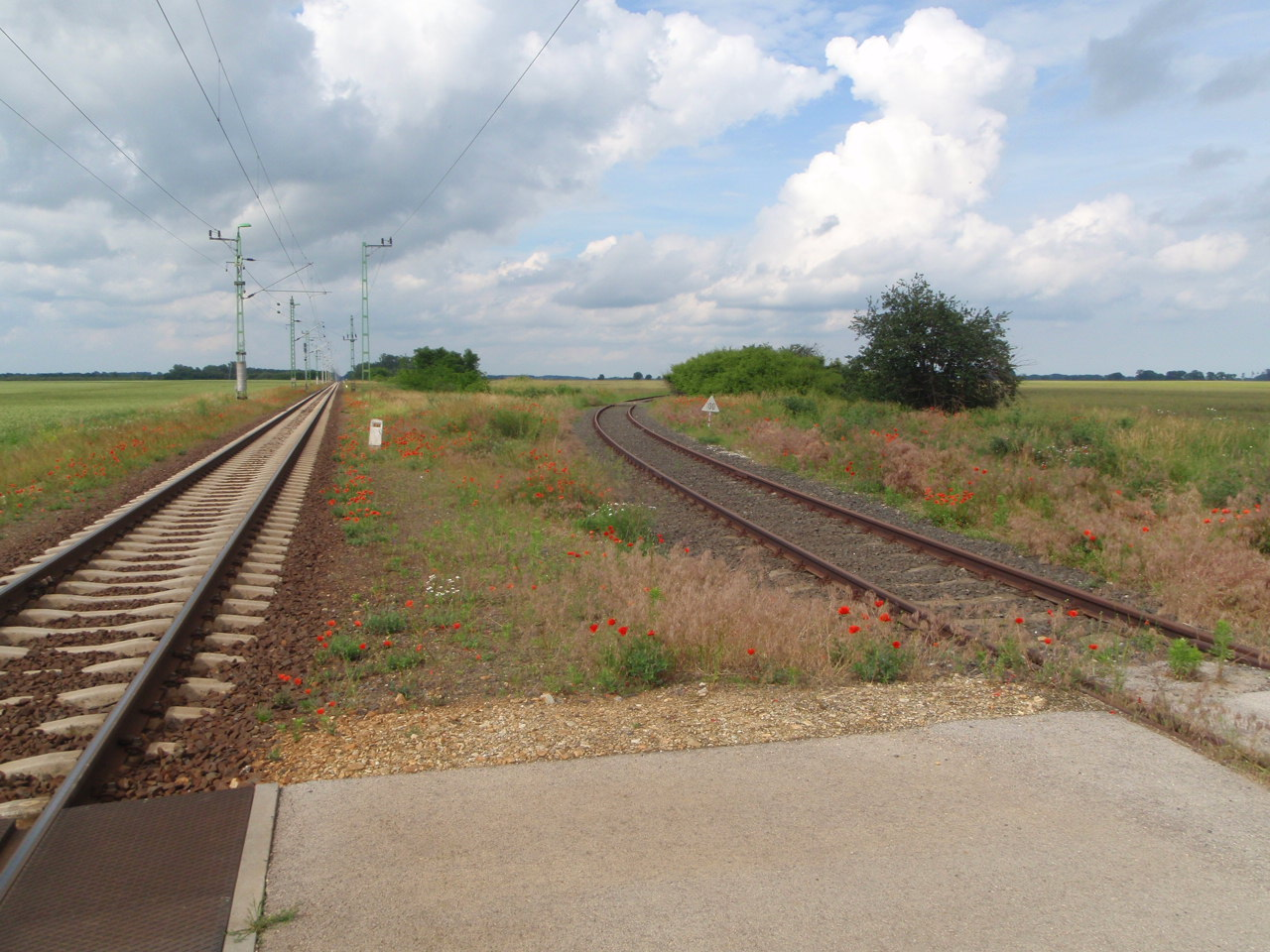
Bük állomás északi oldali vasúti elágazója: balra a soproni irány, jobbra az egykori sárvári vonal maradványa, jelenleg a kihúzóvágány vége
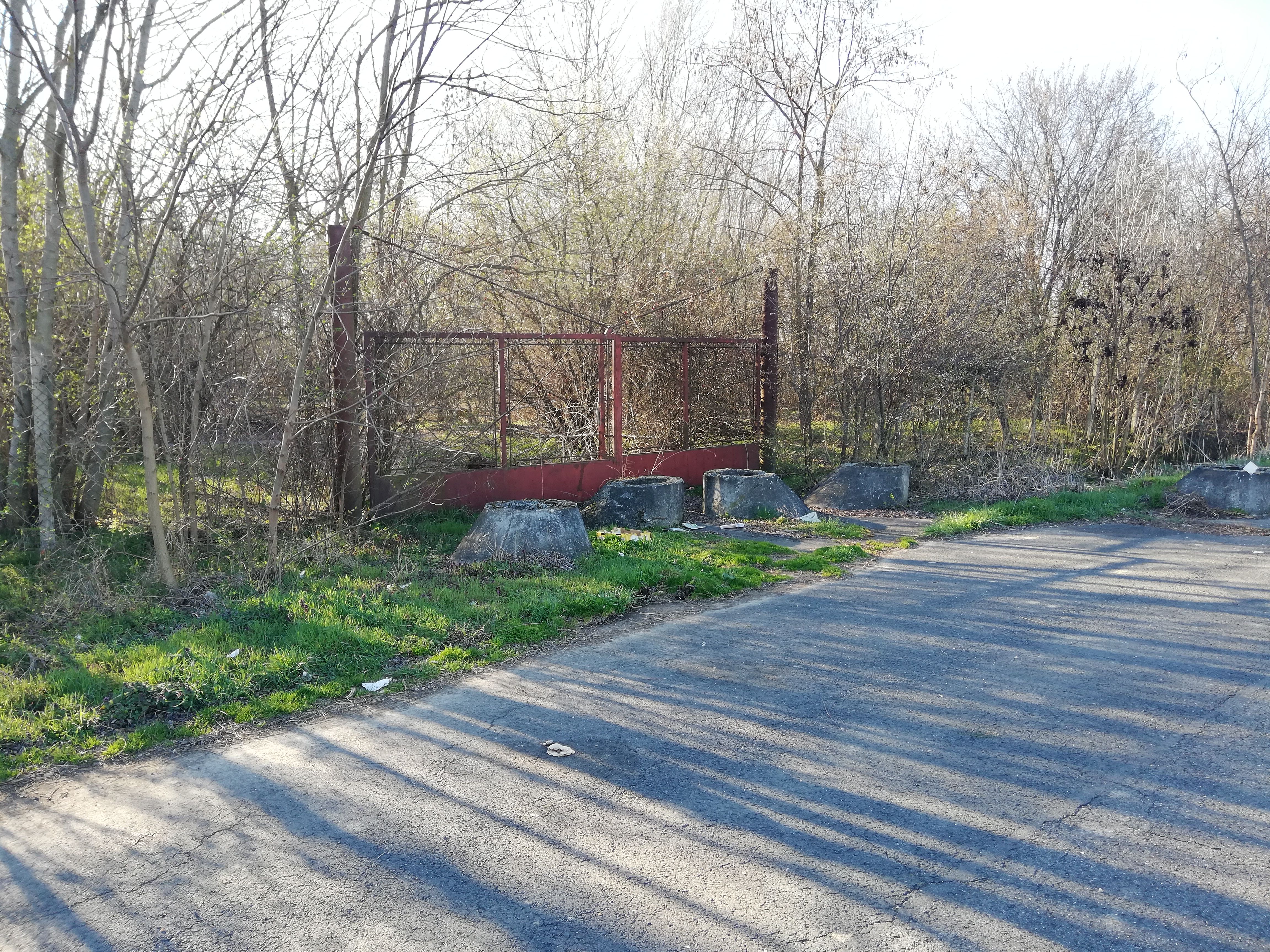
Ezen a ma elkerített részen volt a rég elbontott Chernelházadamonya megállóhely
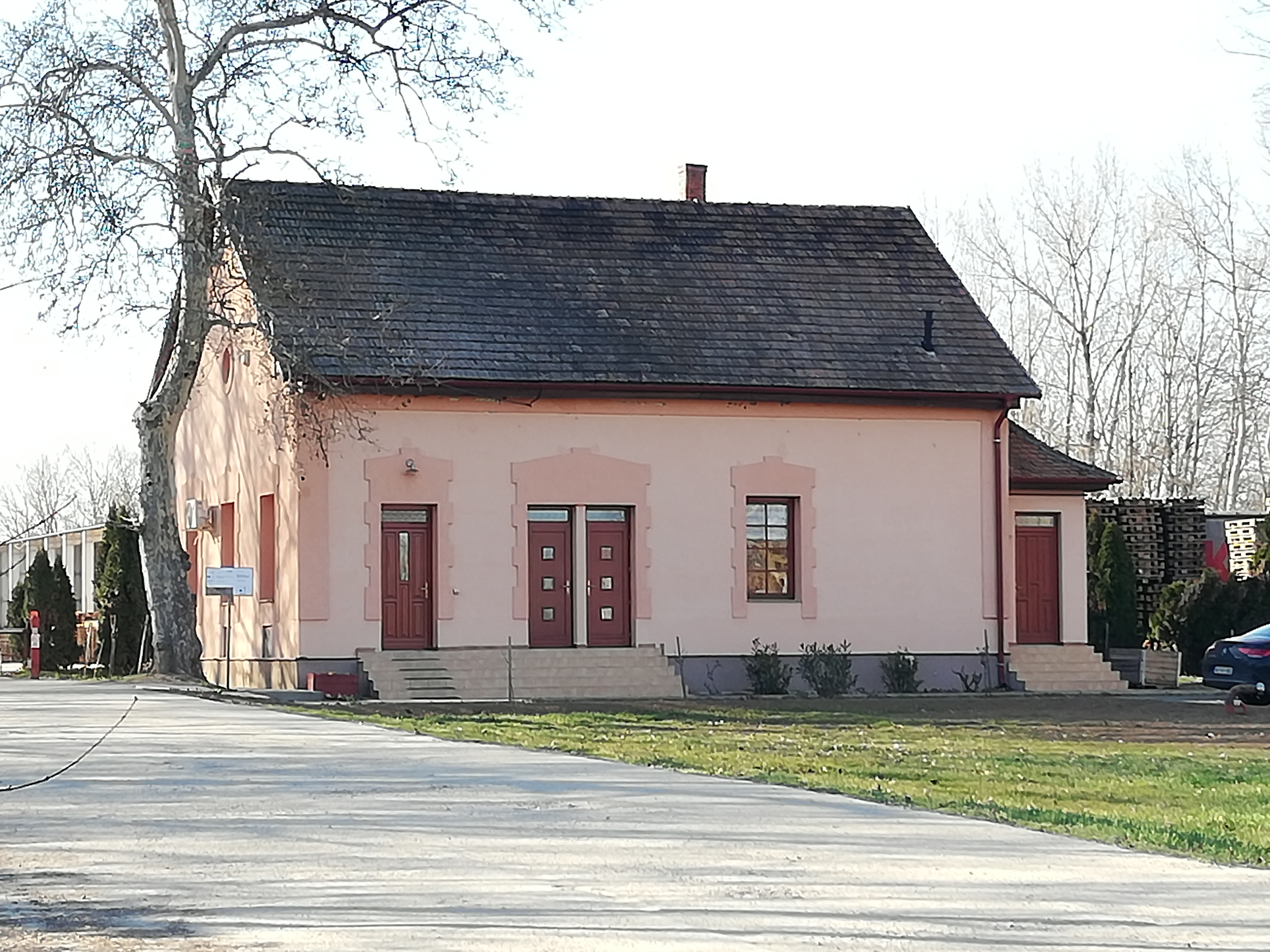
Tompaládony felújított állomásépülete, ma magántulajdonban
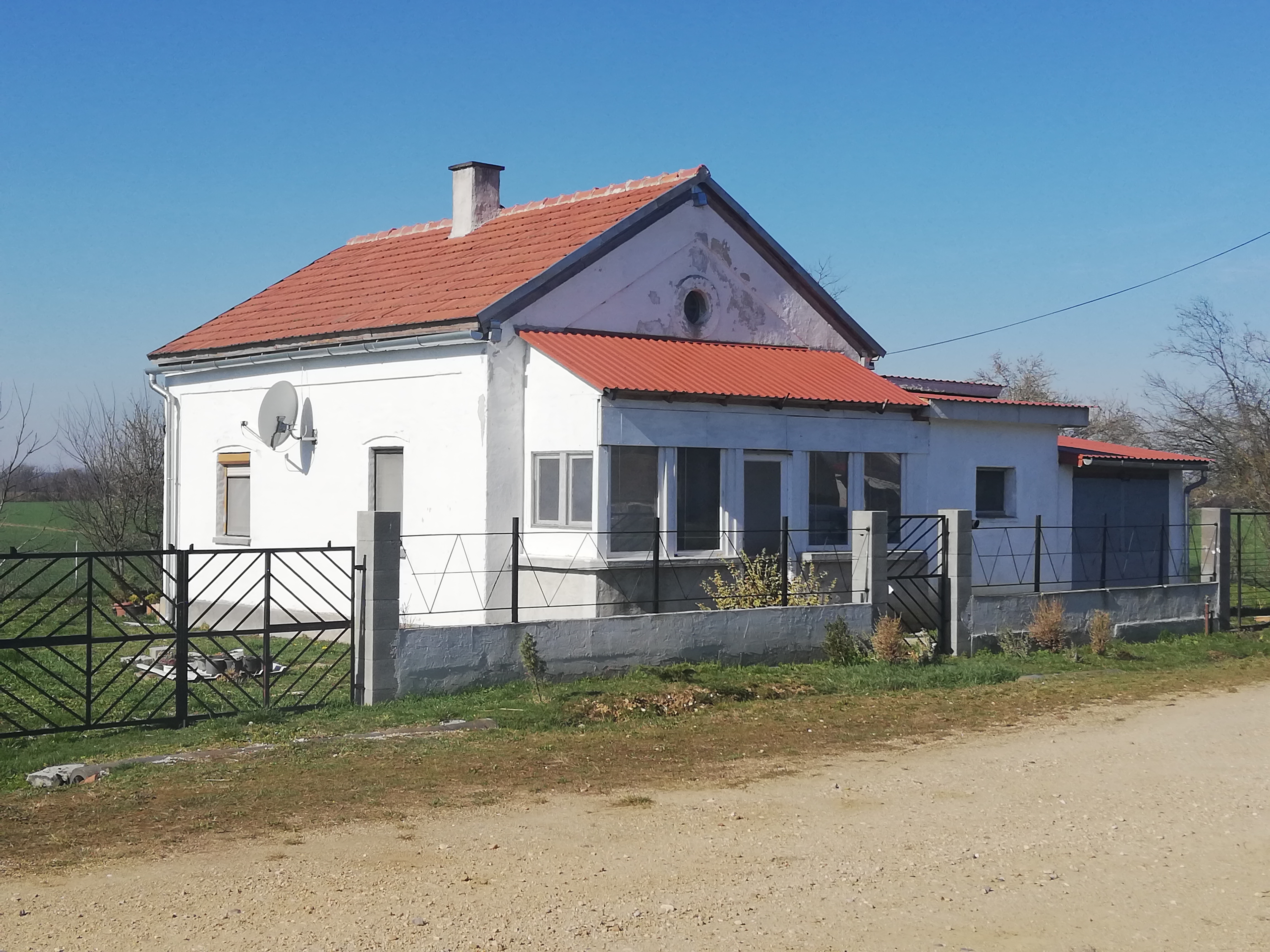
Zsédeny egykori vasúti megállóhelyének épülete
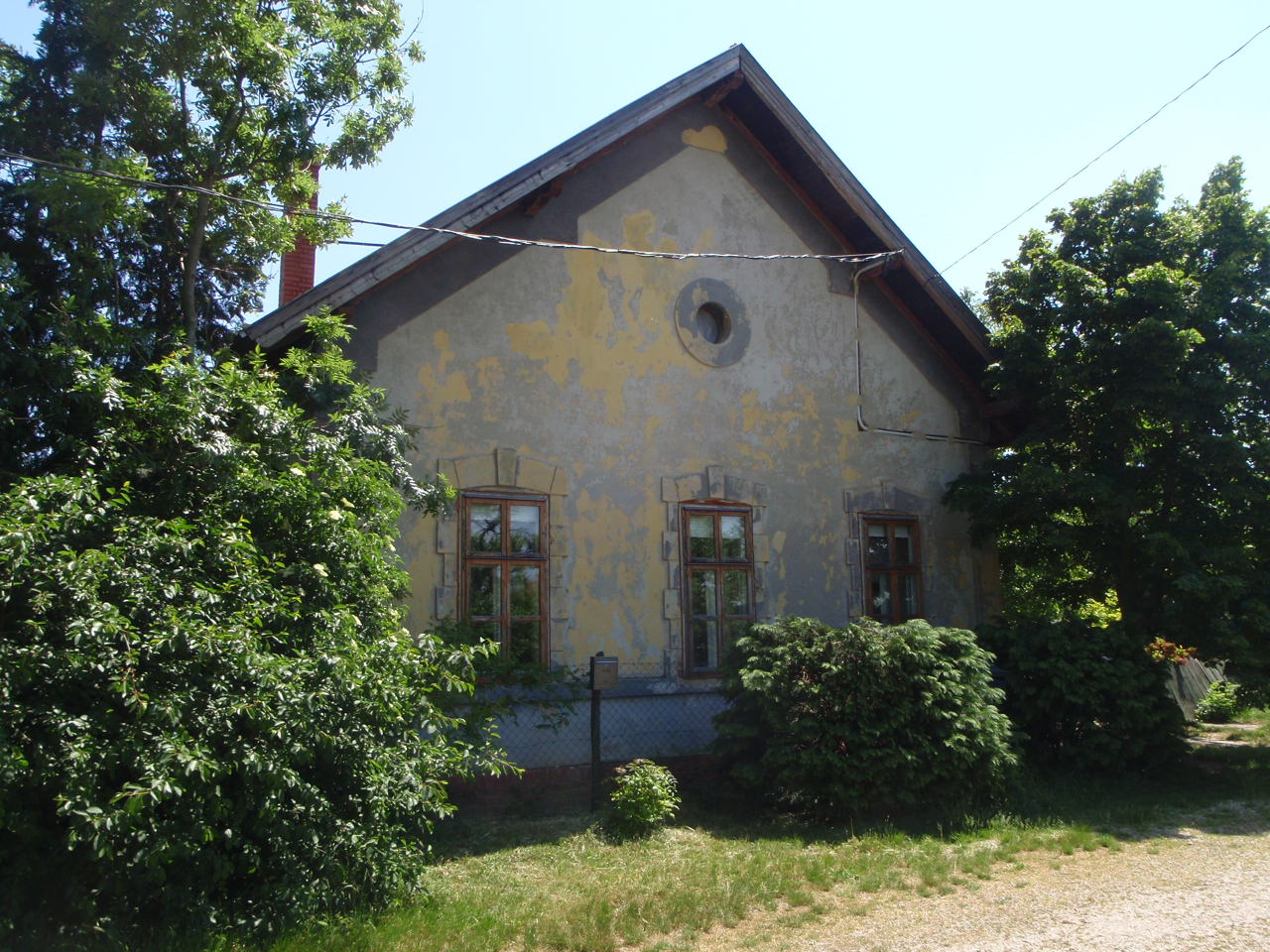
Rábasömjén vasútállomása
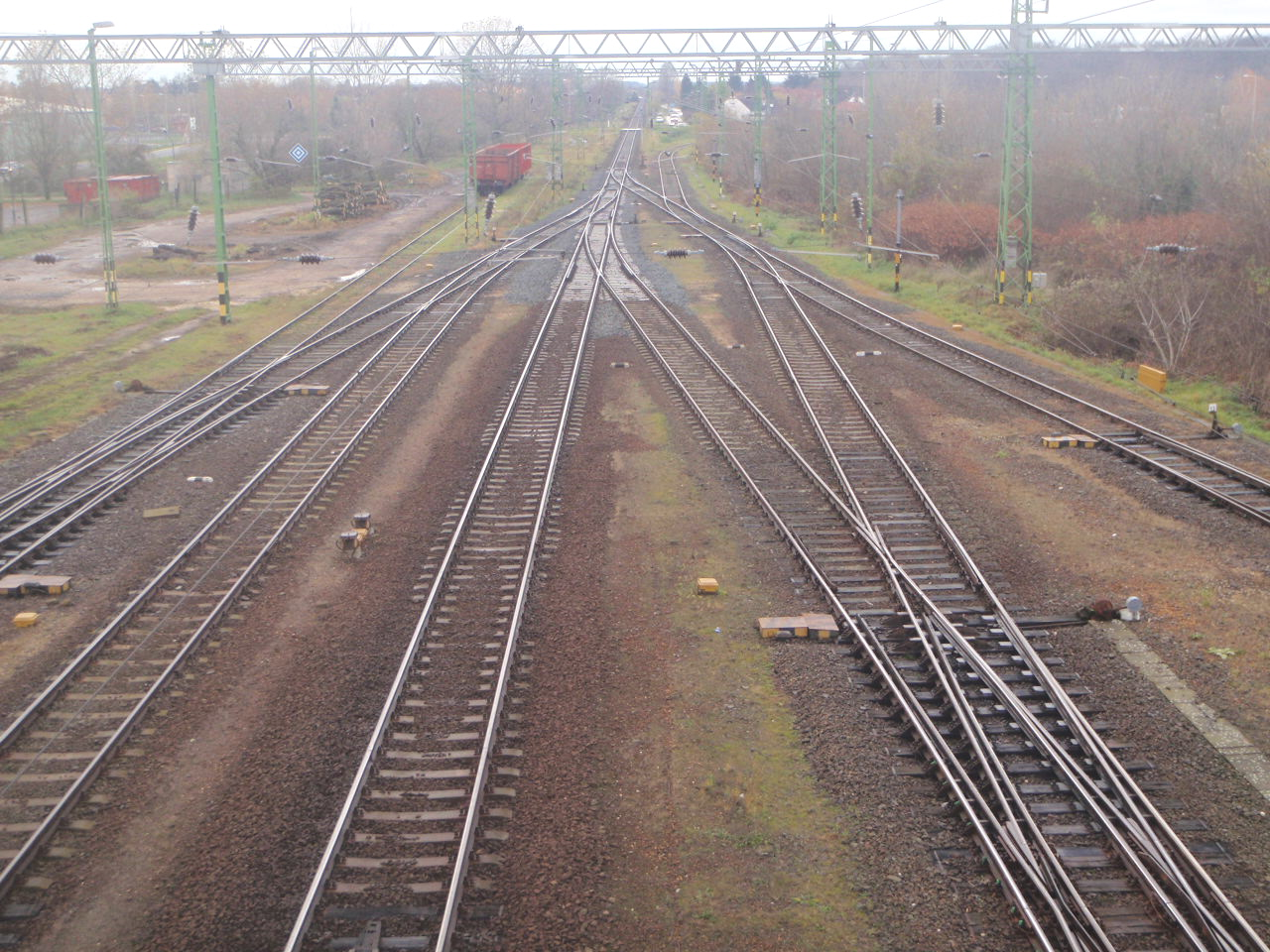
Sárvár: a főirány a 20-as vonal Szombathely felé, jobbra a Felsőlászlóra menő pálya, ma iparvágány
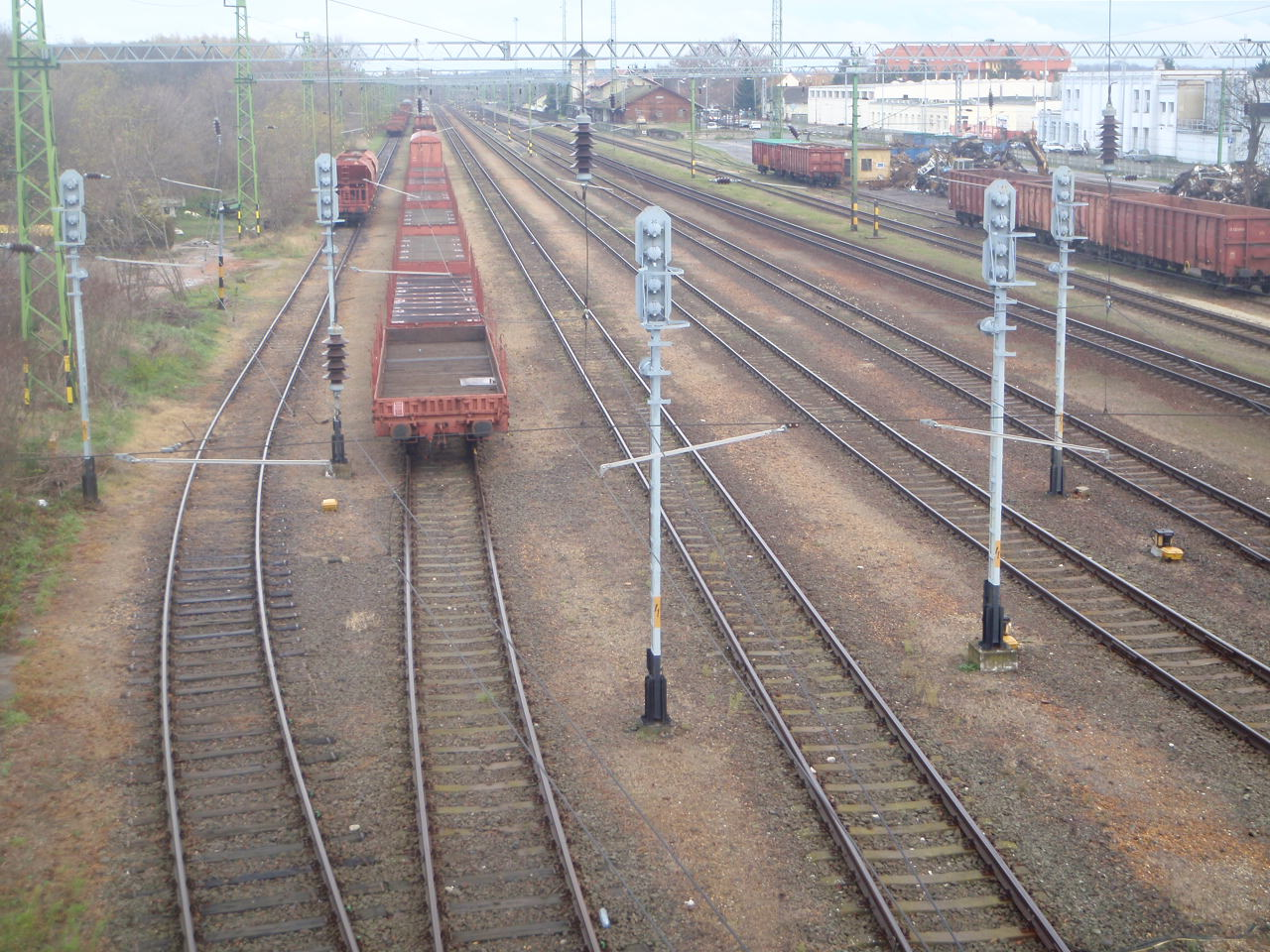
Sárvár vasútállomása a Székesfehérvár–Szombathely-vasútvonalon
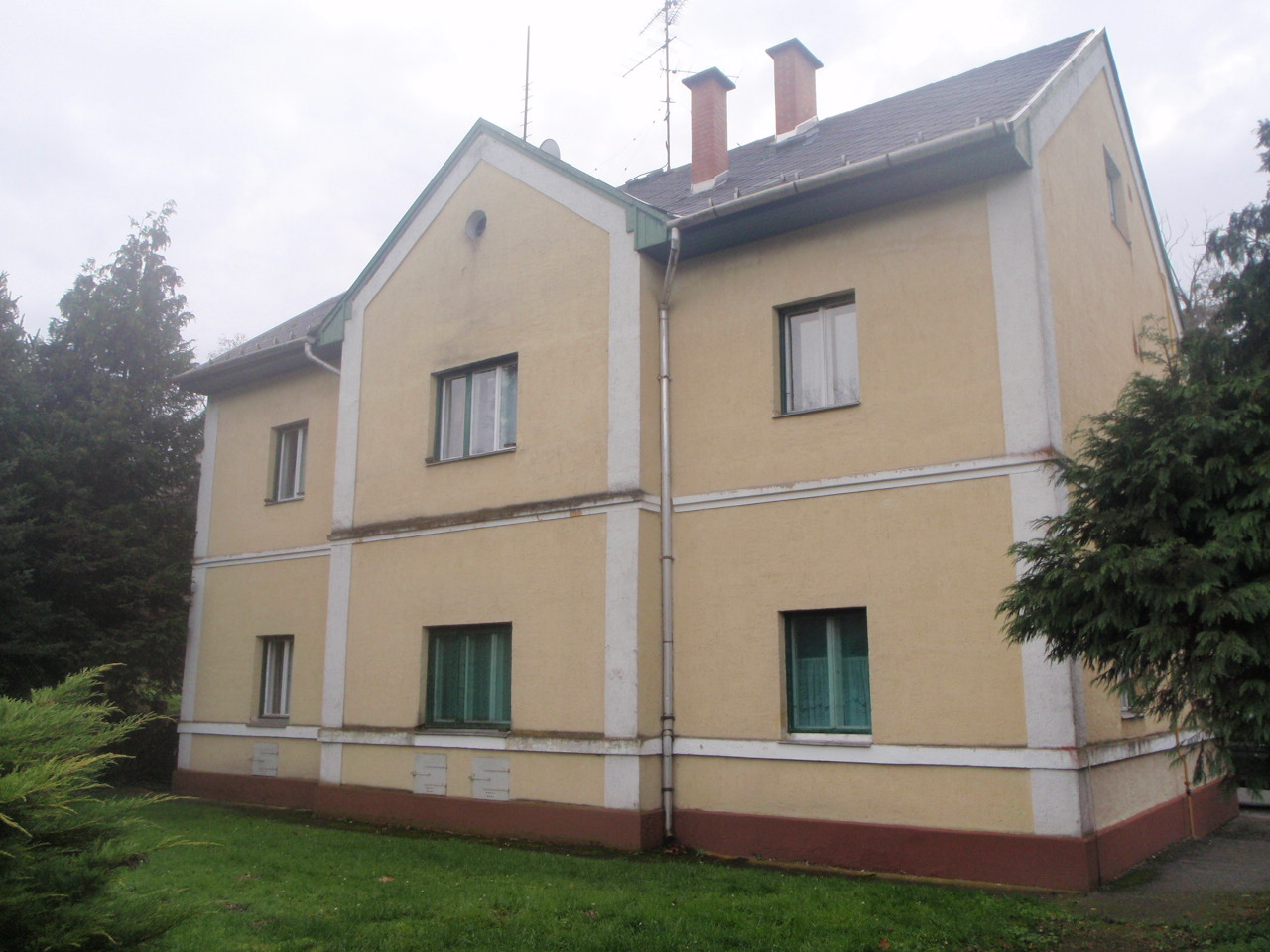
Sárvár Fatelep állomása, a 20-as és a Zalabér felé menő vonalak egykori elágazója
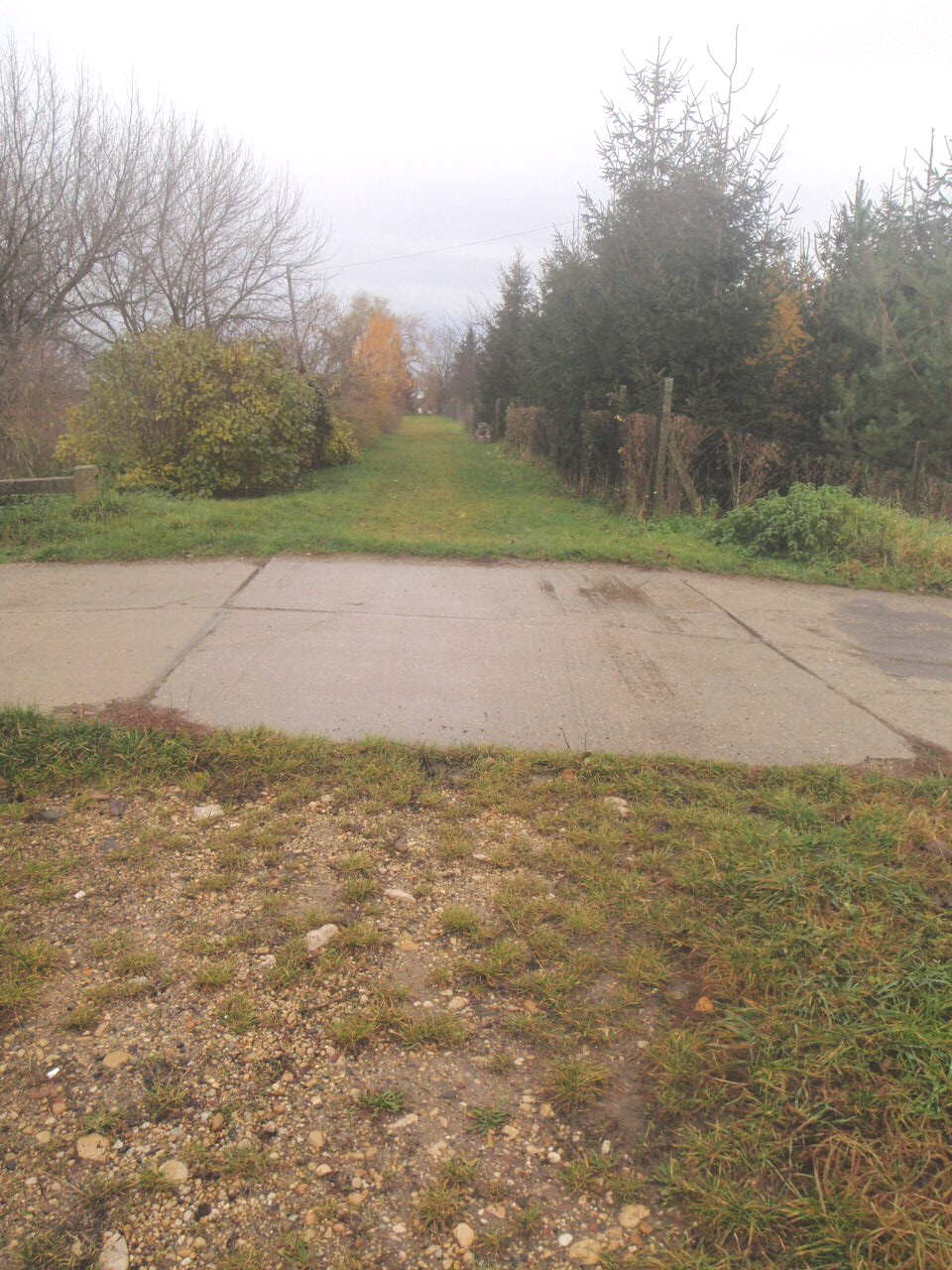
Gérce, az egykori pálya vonala és a vasúti átjáró helye
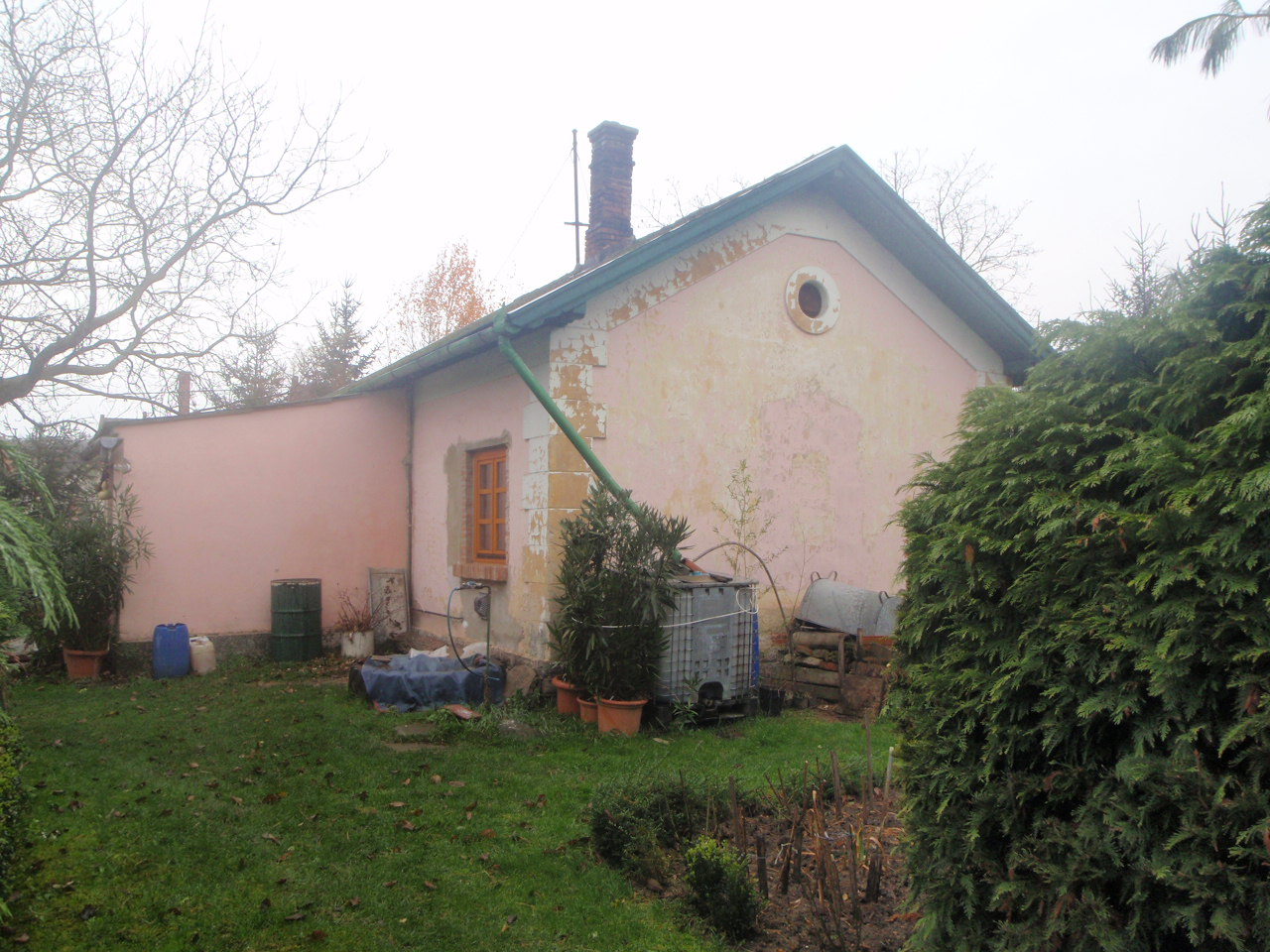
Gérce vasúti őrháza, ma lakás
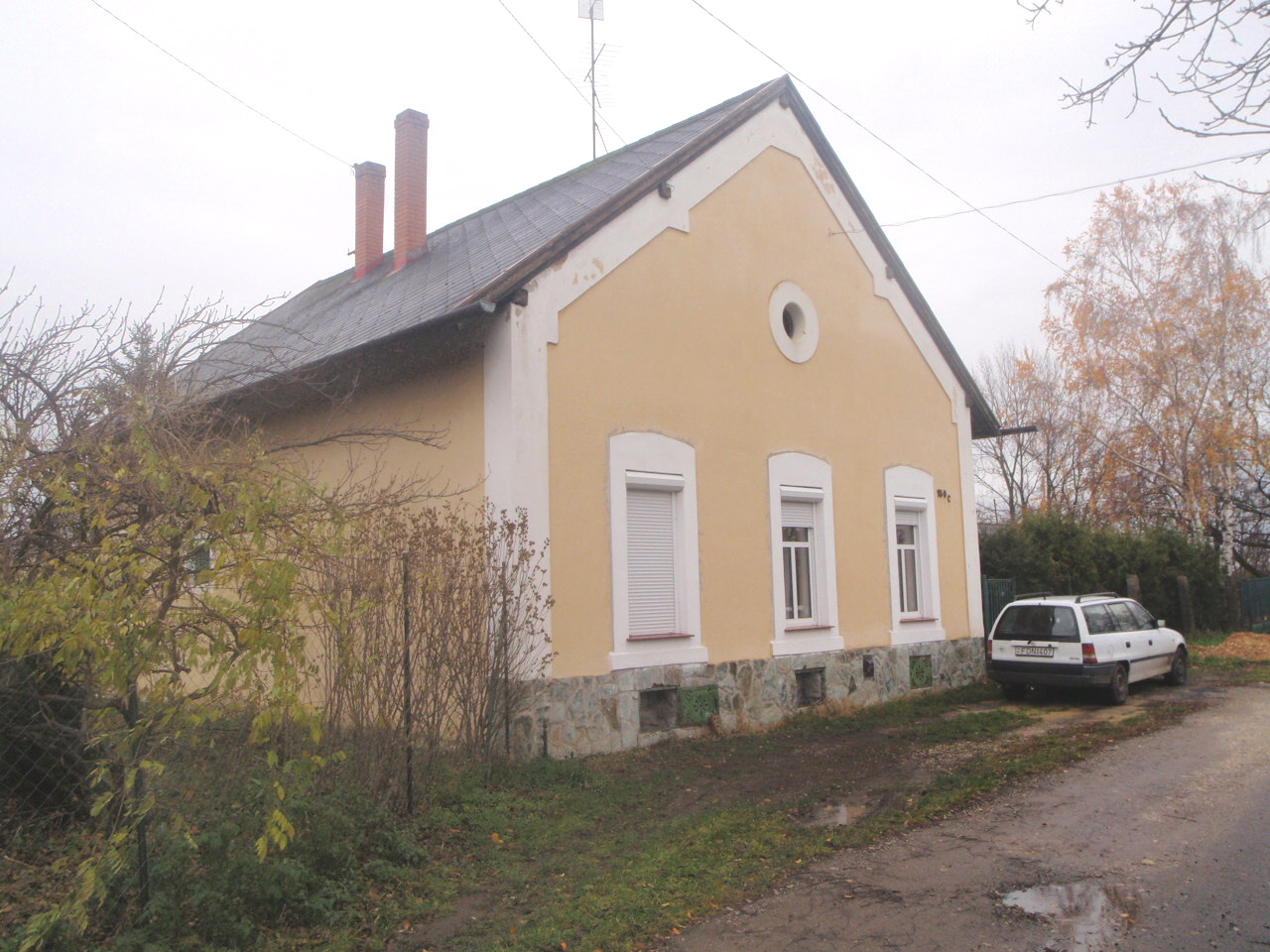
Gérce állomás egykori felvételi épülete, ma lakóház
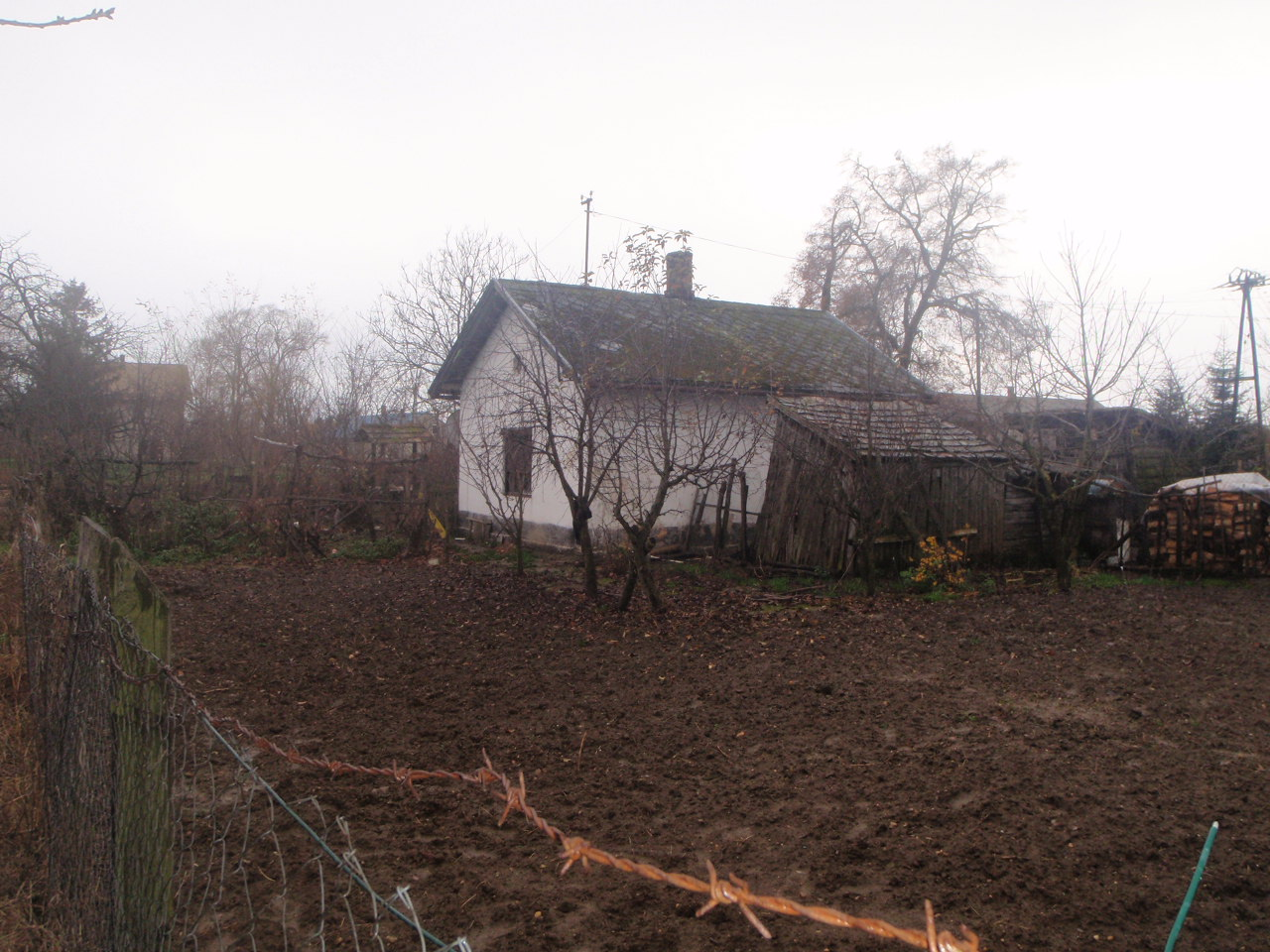
Káld egykori 6-os számú őrháza, ma lakóház
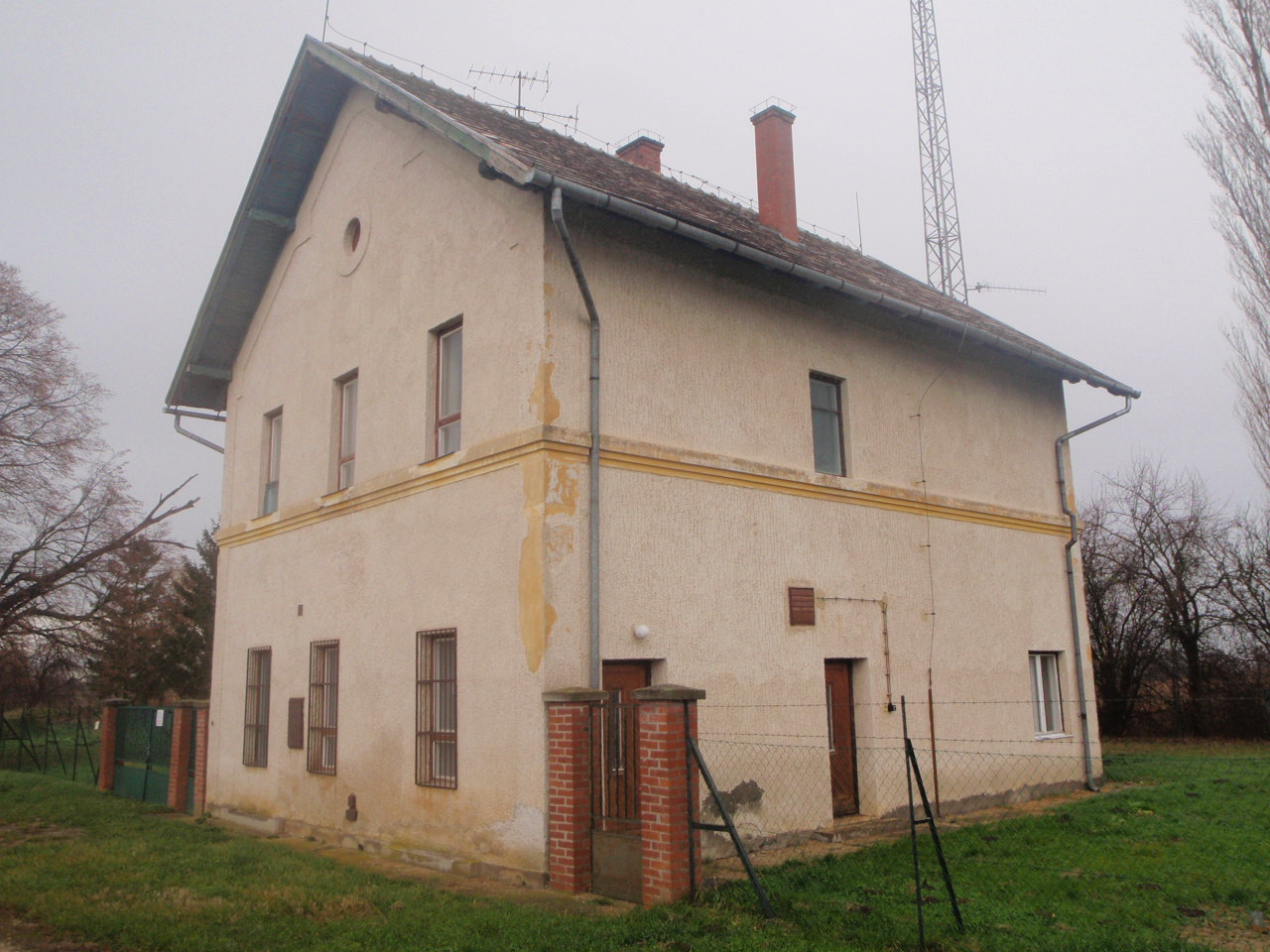
Káld állomás egykori felvételi épülete, ma vízműterület